# Balkan International Basketball League 2013-2014
La Balkan International Basketball League 2013-2014 fu la 6ª edizione della Lega Balcanica.  La vittoria finale fu ad appannaggio dei bulgari del Levski Sofia sugli israeliani dell'Hapoel Gilboa Galil Elyon, che si affrontarono in finale per il terzo anno consecutivo..
Per la prima volta alla competizione partecipano squadre kosovare, e questo ha determinato la non partecipazione delle squadre serbe, a causa del non riconoscimento del Kosovo come stato indipendente da parte di Belgrado.

## Squadre partecipanti
| Bulgaria - Balkan Botevgrad - Levski Sofia | Kosovo - Peja - Pristina | Macedonia del Nord - Kumanovo - Kožuf | Montenegro - Teodo Tivat |
| Israele - Hap. Gilboa G.E.                 | Romania - U. Craiova     |                                       |                          |

## Formato

### Primo turno
Nel primo turno le 9 squadre giocheranno in un unico girone andata/ritorno. Le prime due classificate accederanno direttamente alla final four, le squadre dalla 3ª alla 6ª posizione accederanno al secondo turno.

### Secondo turno
Le quattro squadre qualificate si affronteranno in match andata/ritorno secondo lo schema 3°/6° e 4°/5°.

### Final Four
Le quattro squadre rimanenti disputeranno le semifinali e, le vincenti, si contenderanno il trofeo. Le perdenti giocheranno la finale 3º/4º posto.

## Primo turno
Aggiornato al 28 marzo 2014
|    | Squadra          | Pt | PG | V  | P  | CF   | CS   | DC   |
| -- | ---------------- | -- | -- | -- | -- | ---- | ---- | ---- |
| 1. | Hap. Gilboa G.E. | 28 | 16 | 12 | 4  | 1283 | 1164 | +119 |
| 2. | Pristina         | 27 | 16 | 11 | 5  | 1248 | 1193 | +55  |
| 3. | Levski Sofia     | 26 | 16 | 10 | 6  | 1300 | 1279 | +21  |
| 4. | Balkan Botevgrad | 25 | 16 | 9  | 7  | 1314 | 1268 | +46  |
| 5. | Teodo Tivat      | 23 | 16 | 7  | 9  | 1246 | 1275 | -29  |
| 6. | Kumanovo         | 22 | 16 | 6  | 10 | 1276 | 1342 | -66  |
| 7. | Peja             | 22 | 16 | 6  | 10 | 1132 | 1160 | -28  |
| 8. | U. Craiova       | 22 | 16 | 6  | 10 | 1212 | 1279 | -67  |
| 9. | Kožuf            | 21 | 16 | 5  | 11 | 1196 | 1247 | -51  |

## Secondo turno
| Squadra 1   | Serie     | Squadra 2        | Gara 1  | Gara 2  |
| ----------- | --------- | ---------------- | ------- | ------- |
| Kumanovo    | 160 - 169 | Levski Sofia     | 74 - 74 | 86 - 95 |
| Teodo Tivat | 129 - 141 | Balkan Botevgrad | 71 - 75 | 58 - 66 |

## Final Four
Dal 25 al 27 aprile 2014 a Pristina.
|  | Semifinali       | Semifinali       | Semifinali   |              |              | Finale             | Finale             | Finale             |  |
|  |                  |                  |              |              |              |                    |                    |                    |  |
|  | Levski Sofia     | Levski Sofia     | 94           |              |              |                    |                    |                    |  |
|  | Levski Sofia     | Levski Sofia     | 94           |              |              |                    |                    |                    |  |
|  | Balkan Botevgrad | Balkan Botevgrad | 85           |              |              |                    |                    |                    |  |
|  | Balkan Botevgrad | Balkan Botevgrad | 85           |              | Galil Gilboa | Galil Gilboa       | 69                 |                    |  |
|  |                  |                  |              |              | Galil Gilboa | Galil Gilboa       | 69                 |                    |  |
|  |                  |                  | Levski Sofia | Levski Sofia | 75           |                    |                    |                    |  |
|  | Galil Gilboa     | Galil Gilboa     | Levski Sofia | Levski Sofia | 75           | 86                 |                    |                    |  |
|  | Galil Gilboa     | Galil Gilboa     |              |              |              | 86                 |                    |                    |  |
|  | Pristina         | Pristina         | 74           |              |              | Finale terzo posto | Finale terzo posto | Finale terzo posto |  |
|  | Pristina         | Pristina         | 74           |              |              |                    |                    |                    |  |
|  |                  |                  |              |              |              |                    |                    |                    |  |
|  |                  |                  |              |              |              | Pristina           | Pristina           | 73                 |  |
|  |                  |                  |              |              |              | Pristina           | Pristina           | 73                 |  |
|  |                  |                  |              |              |              | Balkan Botevgrad   | Balkan Botevgrad   | 79                 |  |

| Balkan International Basketball League 2013-2014 |
| ------------------------------------------------ |
| Levski Sofia 2º titolo                           |

## Squadra vincitrice
| N° | Naz.                          | Ruolo | Sportivo         |  | Alt. |  |
| -- | ----------------------------- | ----- | ---------------- |  | ---- |  |
| 4  | Stati Uniti (bandiera)        | G     | Brandon Heath    |  | 193  |  |
| 5  | Macedonia del Nord (bandiera) | AG    | Mike Wilkinson   |  | 204  |  |
| 6  | Serbia (bandiera)             | G     | Đorđe Mićić      |  | 195  |  |
| 7  | Bulgaria (bandiera)           | AP    | Dimităr Angelov  |  | 202  |  |
| 8  | Stati Uniti (bandiera)        | P     | Lionel Chalmers  |  | 183  |  |
| 10 | Bulgaria (bandiera)           | C     | Stefan Georgiev  |  | 206  |  |
| 11 | Bulgaria (bandiera)           | AP    | Pavel Ivanov     |  | 200  |  |
| 15 | Stati Uniti (bandiera)        | A     | Jumaine Jones    |  | 203  |  |
| 21 | Bulgaria (bandiera)           | C     | Nikolaj Vărbanov |  | 210  |  |
| 32 | Bulgaria (bandiera)           | AP    | Hristo Zahariev  |  | 198  |  |
| 41 | Bulgaria (bandiera)           | G     | Gerasim Nikolov  |  | 190  |  |
|    | Bulgaria (bandiera)           | All.  | Titi Papazov     |  |      |  |